# Église Saint-Jean de Christiansted
Pour les articles homonymes, voir Église Saint-Jean.
L'église Saint-Jean est une église anglicane située à Christiansted, dans les Îles Vierges des États-Unis.

## Historique
L'église Saint-Jean de Christiansted est construite entre 1849 et 1858, en remplacement d’une structure érigée en 1772 et en grande partie endommagée par un incendie.
L'édifice est l'objet de travaux de restauration depuis 2017.

## Architecture

### Architecture extérieure
Comme la plupart des églises anglicanes, l'architecture de l'église Saint-Jean reflète la fidélité au style néo-gothique.